# День города Москвы

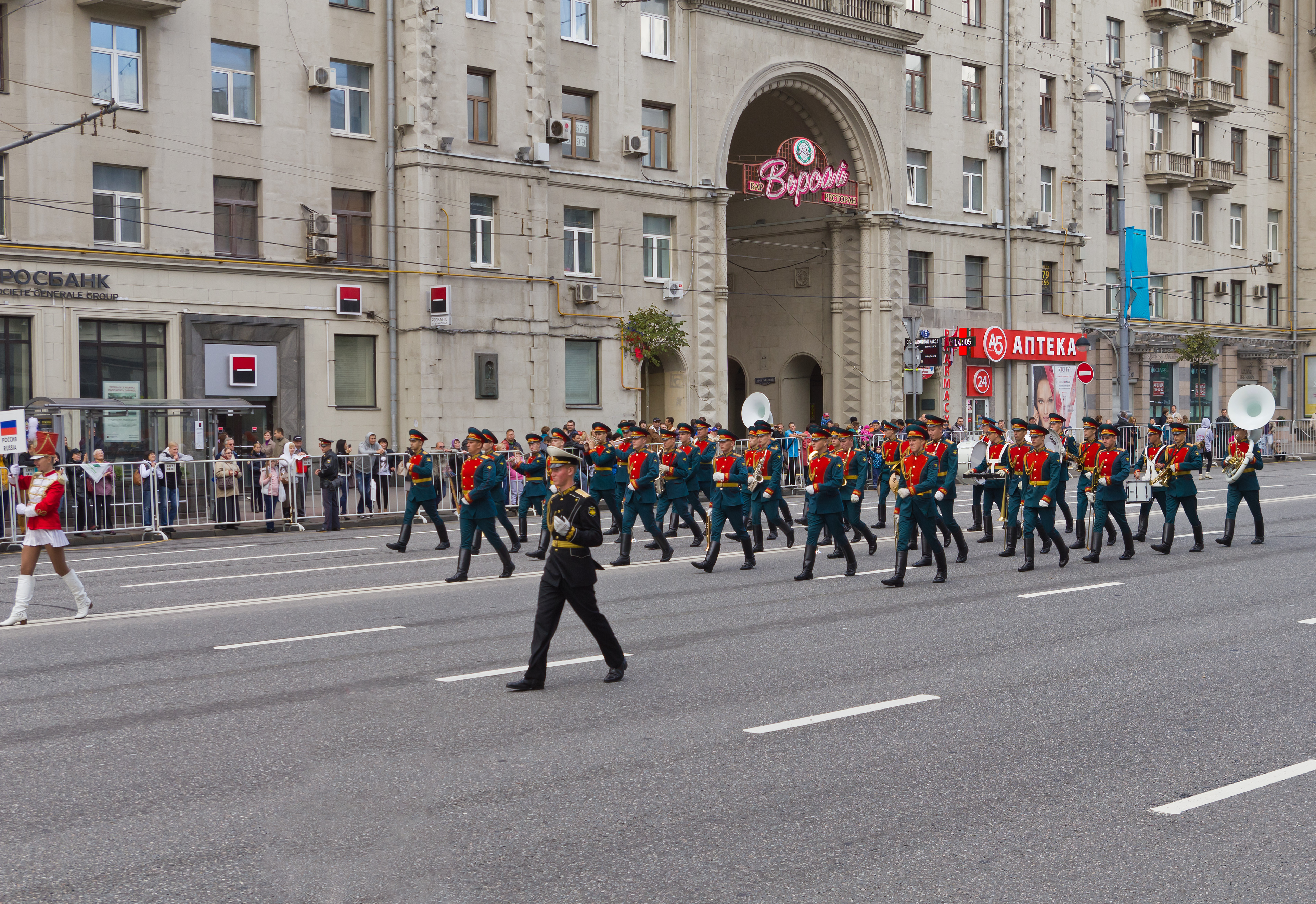
Парад на Тверской улице в день города

День го́рода Москвы́ — ежегодный общегородской праздник в Москве. Отмечается в первую или во вторую субботу сентября. Основные торжества традиционно проходят на Тверской улице, Красной площади, Васильевском спуске, Поклонной горе и Воробьёвых горах, народные гуляния и концерты проходят по всему городу. Завершает День города праздничный салют.

## История

### Российская империя

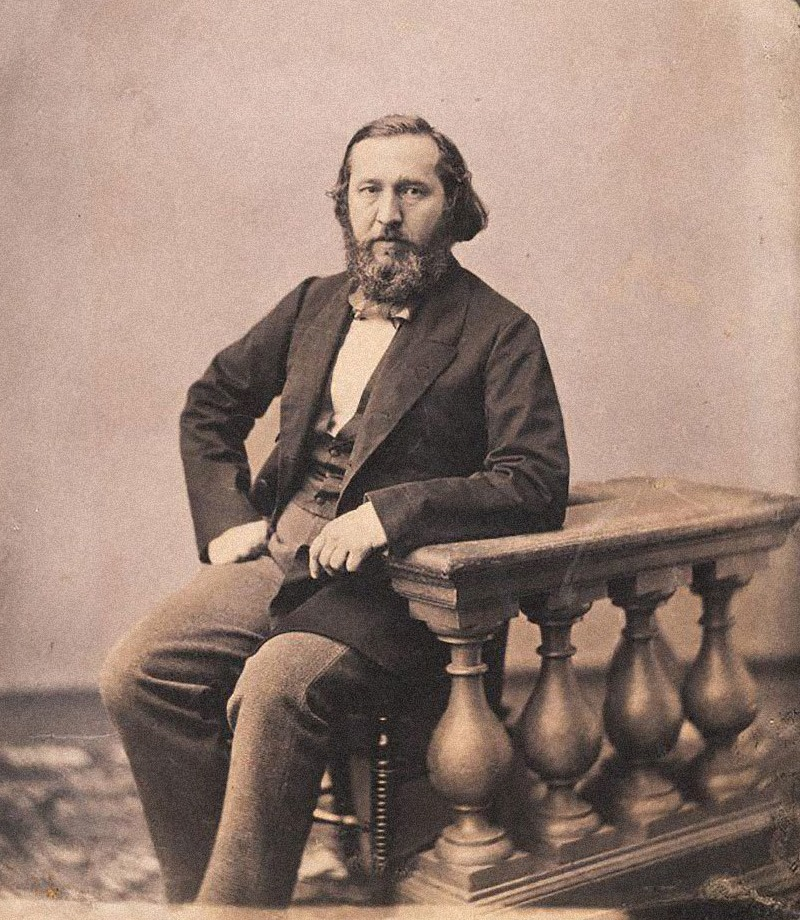
Публицист Константин Аксаков, автор идеи празднования 700-летия Москвы

Впервые торжества в честь Дня города прошли в Москве в 1847 году в честь 700-летнего юбилея города. Идея праздника принадлежала публицистам-славянофилам, среди которых были историки Константин Аксаков и Михаил Погодин. Годом ранее историк Иван Забелин установил дату первого летописного упоминания о Москве — 4 апреля 1147 года. Тогда же, в 1846 году, в газете «Московские ведомости» вышла статья Константина Аксакова «Семисотлетие Москвы», которая вызвала дискуссию об историческом значении города. Идею празднования юбилея поддержали московский митрополит Филарет и генерал-губернатор Алексей Щербатов.
Трёхдневные торжества были запланированы на весну 1847 года. Предполагалось, что они будут включать в себя церковное празднование на первый день — «торжество церковное», заседание в Московском университете и бал у генерал-губернатора на второй день — «торжество учёное», народные гулянья с раздачей подарков на третий — «торжество народное». Николай I препятствовал реализации планов из-за своего негативного отношения к славянофилам как к представителям оппозиции. По распоряжению императора празднование 700-летия Москвы было перенесено на 1 января 1847 года и ограничилось одним днём. Митрополит Филарет произнёс молитву во славу Москвы в Чудовом монастыре, в храмах города прошли торжественные молебны. Иллюминация из жировых ламп подсвечивала Кремль со стороны Красной площади, здания Московского университета, памятник Минину и Пожарскому, Новодевичий монастырь и дом генерал-губернатора на Тверской улице. Сильный ветер моментально погасил часть огней. Больше попыток празднования Дня Москвы в дореволюционную эпоху не предпринималось.
Поэт и публицист Михаил Дмитриев в своём письме Михаилу Погодину отзывался о попытке празднования Дня города как о неудачной:
Что узнал теперь народ из этой иллюминации? Ровно ничего… Этим не вспомянули торжества семисотлетия, а заставили забыть его или об нем не думать, сливши его с Новым годом!... Всего приличнее было сделать трёхдневное торжество, начав его именно 28-го марта, которое приходится в пятницу на Святой неделе, когда и без того бывает гуляние и собрание народа. В первый день пусть было бы торжество церковное и иллюминация; на другой день торжество учёное — в Университете и бал у генерал-губернатора и опять иллюминация; на третий день — торжество народное: и быки жареные на площадях, и фонтаны, а вечером бал в Благородном собрании для дворянства и купечества и иллюминация... Да мало ли что можно бы придумать, а Москва этого стоит!
В это время композитором Петром Булаховым на слова Владимира Чуевского, студента юридического факультета Московского университета, написан один из наиболее известных и популярных романсов «Гори, гори, моя звезда…», представленный на творческий конкурс, посвящённый 700-летию Москвы. Хотя наибольшую известность он получил в аранжировке Сабинина в начале Первой мировой войны, когда приобрёл патриотический подтекст.

### Советский Союз

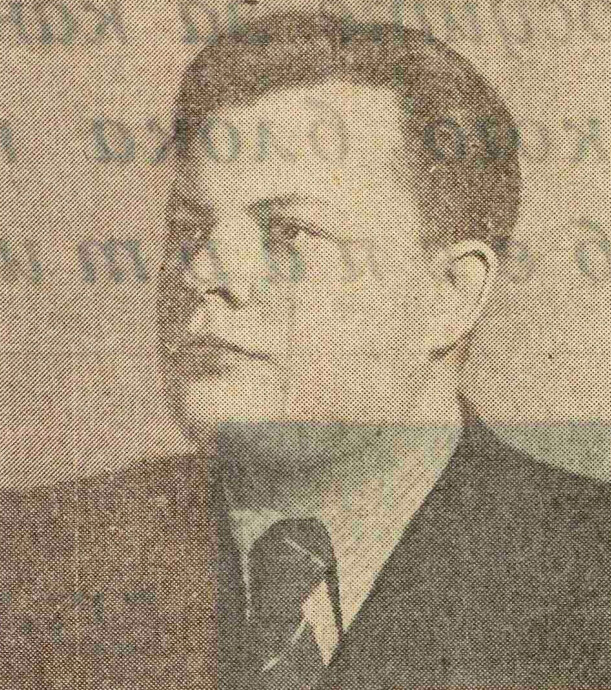
Председатель Мосгорисполкома Георгий Попов

Следующее масштабное общегородское празднование Дня города в Москве пришлось уже на период после войны. В 1947 году председатель исполкома Московского городского Совета народных депутатов Георгий Попов предложил отпраздновать 800-летие Москвы. Инициатива была одобрена лично Иосифом Сталиным. По его приказу торжества были намечены на сентябрь.
В правительственный комитет по устроению торжеств вошли член Политбюро ЦК ВКП(б) Лаврентий Берия, заместитель министра иностранных дел СССР Андрей Вышинский, президент Академии наук СССР Сергей Вавилов, историк Сергей Бахрушин, архитектор Алексей Щусев.
К предстоящему празднику была выпущена медаль «В память 800-летия Москвы». Ей награждались трудящиеся, проживавшие в Москве или её пригородах не менее пяти лет и участвовавшие в реконструкции города. К юбилейной дате приурочили открытие Музея древнерусской культуры и искусства имени Андрея Рублёва в Спасо-Андрониковом монастыре. Канал Москва — Волга был переименован в канал имени Москвы, перед зданием Моссовета (бывшим домом генерал-губернатора, ныне — здание мэрии Москвы) состоялась закладка памятника Юрию Долгорукому, установленному позднее, в 1954 году.
Праздник состоялся 7 сентября 1947 года, в 135-ю годовщину Бородинского сражения. К этому дню отремонтировали городские фасады, центр Москвы осветили иллюминацией, во время народных гуляний были открыты многочисленные кафе и уличные буфеты. На улицах играли духовые оркестры, крупнейший из них был расположен между Большим и Малым театрами. На улицах были выставлены довоенные танки с выгравированными датами 1147—1947. Вечером торжества завершились салютом.
Американский писатель Джон Стейнбек, посетивший Москву в 1947 году, вспоминал о Дне города так:
По улицам шествовали слоны из зоопарка, а перед ними шли клоуны... Шоу на стадионе «Динамо» длилось весь день... В музеях было столько народу, что невозможно войти, в театрах столпотворение.
После празднования 800-летия День города не отмечался в Москве ещё 39 лет. В 1986 году Борис Ельцин, занимавший тогда пост главы московского горкома КПСС, решил возродить традицию празднования Дня Москвы в сентябре. Осенью того же года в честь праздника по всему городу стали открываться продуктовые ярмарки.
19 сентября 1987 года празднование Дня города открылось торжественной демонстрацией с выступлением Бориса Ельцина и председателя Мосгорисполкома Валерия Сайкина с трибуны мавзолея Ленина. На Садовом кольце прошёл парад ретроавтомобилей и карнавальных платформ, по Москве-реке были пущены баржи с отделкой, посвящённой какой-либо теме: «Москва — порт пяти морей», «Москва — культурный центр» и другие. В городских парках и скверах выступали артисты и духовые оркестры. На ВДНХ прошёл фестиваль «Салют Москве трудовой», в Коломенском — «Над Москвой-рекой».
C 1988 по 1990 годы День Москвы продолжали отмечать в сентябре. Праздник открывал митинг на Советской площади у памятника Юрию Долгорукому. На митинге с торжественной речью выступали первые лица города. На улицах проходили концерты, театрализованные представления, работали импровизированные ярмарки и художественные студии, на Садовом кольце проводились соревнования легкоатлетов.

### Российская Федерация
В 1991 году День города в Москве отмечался 31 августа. Официальных мероприятий не проводилось, однако в городе состоялись народные гуляния и спортивные соревнования. Праздник финансировался не из городской казны, а за счёт спонсоров.
Следующий масштабный праздник на День города был организован в 1997 году на 850-летие Москвы. По указу президента России Бориса Ельцина «О праздновании 850-летия основания Москвы» от 9 ноября 1994 года была создана Государственная комиссия по подготовке к юбилею, которую возглавил мэр города Юрий Лужков. Торжества были намечены на 6 и 7 сентября — первые выходные осени. С 1997 года День города в Москве стали отмечать ежегодно.
К 850-летию российской столицы отреставрировали многие храмы, музеи-усадьбы, Третьяковскую галерею и Государственный исторический музей, благоустроили Александровский сад и городские парки. В Марьино был разбит парк 850-летия Москвы, на Манежной площади открылся Музей археологии, был построен мост «Багратион», соединяющий Краснопресненскую набережную с набережной Тараса Шевченко.
Накануне общегородского праздника 5 сентября 1997 года на Соборной площади Кремля состоялась официальная церемония открытия Дня города. На ней присутствовали президент Борис Ельцин, министр иностранных дел Евгений Примаков и патриарх Алексий II. 6 и 7 сентября в Москве состоялись карнавальное шествие, концерты и народные гуляния, ярмарки и фестивали в городских парках и скверах. Неофициальным гимном Дня города стала песня Олега Газманова «Москва, звонят колокола». Основными местами празднования 850-летия Москвы стали Тверская улица, Новый Арбат, Красная, Манежная и Пушкинская площади. На Красной площади выступил итальянский оперный певец Лучано Паваротти. У Главного здания МГУ состоялся концерт французского мультиинструменталиста Жана-Мишеля Жарра, сопровождаемый лазерным шоу, который посмотрело около 3,5 миллионов человек.
Путешественник Фёдор Конюхов посвятил 850-летию Москвы программу «Семь вершин мира». В честь юбилейной даты он поднялся на Эверест, Эльбрус, Килиманджаро, пик Мак-Кинли на Аляске, гору Аконкагуа в Андах, массив Винсон в Антарктиде, гору Косцюшко в Австралии.
После празднования 850-летия Москвы традиционным открытием праздника стало возложение венков к могиле Неизвестного Солдата, аллее городов-героев в Александровском саду, памятнику маршалу Жукову и обелиску «Городу-Герою Москве» на Кутузовском проспекте.
В 2000 году программа празднования Дня города Москвы была сокращена из-за катастрофы на атомном подводном крейсере К-141 «Курск», взрыва на Пушкинской площади и пожара на Останкинской телебашне. В 2004 году праздник был отменён из-за захвата террористами школы в Беслане.
До 2010 года церемония открытия праздника проходила на Тверской площади у памятника Юрию Долгорукому, с 2011 года её перенесли на Красную площадь. С 2016 года по указу мэра Москвы Сергея Собянина День города стал отмечаться либо в первую, либо во вторую субботу сентября, чтобы избежать совпадения с траурными датами.
В 2017 году Москва отметила 870-летие. Празднование круглой даты пришлось на 9 и 10 сентября. Темой праздника стал лозунг «Город, где создается история». За два дня в разных районах Москвы прошло 427 крупных мероприятий, в которых было задействовано 4,5 тысячи человек. Во время праздника часть центральных улиц города была перекрыта, но метро и МЦК работали круглосуточно. К праздничной дате было приурочено открытие природно-ландшафтного парка «Зарядье» и открывшегося после реставрации олимпийского комплекса «Лужники». В 13 точках в центре города и 17 московских парках зажглись фейерверки.
В 2022 году Москва отметила 875-летие, празднование состоялось 10—11 сентября.
На 877-летие Москвы, 7-8 сентября, была открыта станция метро Потапово и первый участок новой Троицкой линии метро.